# Айгепар
Айгепа́р (арм. Այգեպար) — деревня на северо-востоке Армении, в Тавушской области. Село расположено в 11 км к северо-востоку от близлежащего города Берд, рядом с сёлами Мосесгех, Товуз и Неркин Кармирахпюр на левом берегу реки Тавуш, вплотную с азербайджанской границей.
Главой сельской общины является Андраник Айдинян.

## История
Село Айгепар было основано в 1937 году для рабочих новой табачной фабрики. По словам местных жителей, их завод производил 3 % табака всего СССР. На этом заводе работали люди как из Армении, так и из Азербайджана.
«Рабочие из Азербайджана были трудолюбивыми, умными и скромными, нам жилось хорошо вместе» — говорит местный житель Аракел Аникян.
В конце 1950-х и 1960-х годов рядом с селом было основано также два новых завода: винный и консервный соответственно. Такое количество заводов обусловлено изобилием винограда и фруктов в этом районе. Сейчас много заводов не работает и пустует.
До начала Первой карабахской войны в селе действовал аэропорт, который перестал функционировать после блокады из-за своего неудобного положения: самолёты, летящие с него, можно легко обстрелять с азербайджанской стороны.
Во время Карабахской войны село подвергалось артиллерийскому обстрелу со стороны Азербайджана. На сегодняшний день, большинство плодотворных земель Айгепара находятся под прицелом азербайджанских снайперов, вследствие чего армянские жители деревни не могут на них работать.
В Айгепаре задействован проект по постоянному водоснабжению деревни стоимостью около 5 млн драмов (11 тыс. долларов).

## Язык
В основном население Тавушской области, как и Айгепара, говорит на собственном диалекте армянского языка, родственном арцахскому диалекту (так как основным населением Тавуша являются выходцы из Арцаха в XVIII веке). Этот диалект характеризуется перестановкой ударения с последнего слога на предпоследний.

## В кинематографе
В 2006 году был снят фильм «Айгепар и Алибейли — добрые соседи, ставшие врагами». Он повествует про два соседних села, одно армянское — Айгепар, другое азербайджанское Алибейли. Фильм основан только на рассказах жителей этих сёл. Фильм «Айгепар и Алибейли — добрые соседи, ставшие врагами» был показан в Ереване в рамках конкурса «Золотой абрикос».